# FedEx Express
FedEx Express is een Amerikaanse vrachtluchtvaartmaatschappij, dochtermaatschappij van koerierbedrijf FedEx. De luchtvaartmaatschappij behoort tot de grootsten ter wereld in aantal vliegtuigen en vervoerde vracht. Jaarlijks wordt ruim 13 miljoen ton per kilometer gerealiseerd.

## Vloot
Air Canada ·
Alaska Airlines ·
American Airlines ·
Atlas Air ·
FedEx Express ·
Hawaiian Airlines ·
JetBlue Airways ·
Southwest Airlines ·
United Airlines ·
UPS Airlines